# Candela (futbolista)
Ángel Luis Ruiz Paz (n. La Puebla de Montalbán, Toledo, 12 de enero de 1987) es un futbolista español que juega en la demarcación de centrocampista para el CA Ibañés de la Tercera División de España.

## Biografía
Tras jugar en el filial Albacete Balompié "B", subió al primer equipo en 2008. Posteriormente jugó en las filas del RC Celta de Vigo "B", del cual volvió a subir al primer equipo, ya en 2010. Tras jugar un año en el Montañeros CF, Candela fue traspasado al Albacete Balompié, donde marcó tres goles en 40 partidos disputados. Tras jugar en el Pontevedra CF. En 2014 firmó con el SV Horn de la Primera Liga de Austria, Posteriormente se fue traspasado al First Vienna FC. En 2017, tras su paso por La Roda, se marchó al New Radiant de las Maldivas.

## Clubes
| Club                     | País     | Año         | Partidos | Goles |
| ------------------------ | -------- | ----------- | -------- | ----- |
| Albacete Balompié "B"    | España   | 2006 - 2008 | ¿?       | ¿?    |
| Albacete Balompié        | España   | 2008        | 2        | 0     |
| RC Celta de Vigo "B"     | España   | 2008 - 2010 | 61       | 0     |
| RC Celta de Vigo         | España   | 2010        | 1        | 0     |
| Montañeros CF            | España   | 2010 - 2011 | 33       | 1     |
| Albacete Balompié        | España   | 2011 - 2013 | 49       | 3     |
| Pontevedra CF            | España   | 2013 - 2014 | 16       | 0     |
| SV Horn                  | Austria  | 2014 - 2015 | 50       | 1     |
| First Vienna FC          | Austria  | 2015 - 2016 | 13       | 0     |
| Barakaldo Club de Fútbol | España   | 2016 - 2017 | 4        | 0     |
| La Roda Club de Fútbol   | España   | 2017        | 10       | 0     |
| New Radiant SC           | Maldivas | 2017 - 2019 | 6        | 0     |
| CD Atlético Tomelloso    | España   | 2019        | 16       | 0     |
| CA Ibañés                | España   | 2019 -      | 48       | 3     |